# Eurytoma ussuriensis
Eurytoma ussuriensis är en stekelart som beskrevs av Zerova 1995. Eurytoma ussuriensis ingår i släktet Eurytoma och familjen kragglanssteklar. Inga underarter finns listade i Catalogue of Life.